# Ust-Kut
Ust-Kut (russisch Усть-Ку́т) ist eine Stadt in der russischen Oblast Irkutsk (südliches Sibirien) mit 45.375 Einwohnern (Stand 14. Oktober 2010).

## Geografie
Die Stadt liegt am Nordrand des Lena-Angara-Plateaus etwa 510 km nördlich der Oblasthauptstadt Irkutsk am linken Ufer der Lena und ihres Nebenflusses Kuta. Sie erstreckt sich in einem schmalen Streifen über 20 Kilometer entlang dieser Flüsse.
Die Stadt Ust-Kut ist Verwaltungszentrum des gleichnamigen Rajons.

## Geschichte
1631 errichteten Kosaken unter Ataman Iwan Galkin bei der Mündung des damals Kut genannten Flusses (von ewenkisch für Torfmoor, unsicherer Grund, entsprechend dem Charakter des Flusstals) in die Lena einen Ostrog und nannten ihn Ust-Kutski (Kut-Mündung). In der zweiten Hälfte des 17. Jahrhunderts verlor der Ostrog seine militärische Bedeutung; der Ort wurde jedoch zu einem wichtigen Handelspunkt, da hier der Landweg von Ilim die Lena erreichte.
Die Mineralquellen am westlichen Ende des Ortes, am rechten Ufer der Kuta, die seit 1908 balneologisch genutzt werden, sollen ebenfalls bereits im 17. Jahrhundert von Jerofei Chabarow entdeckt worden sein. Ab 1925 entstand an den Quellen ein „Kurort“.
Um 1900 war Ust-Kut auch politischer Verbannungsort, so für Leo Trotzki und seine von ihm im Hinblick auf eine gemeinsame Zeit der Verbannung geheiratete Frau Alexandra Lwowna.
1951 erreichte die ab Ende der 1940er Jahre erbaute Eisenbahnstrecke von Taischet an der Transsibirischen Eisenbahn über Bratsk den Ort, der bereits 1943 den Status einer Siedlung städtischen Typs erhalten hatte. 1954 wurden die Siedlungen Ust-Kut und das einige Kilometer flussabwärts an der Lena gelegene Ossetrowo (Siedlung städtischen Typs bereits seit den 1930er Jahren) zur Stadt Ust-Kut zusammengeschlossen und später weitere Dörfer eingemeindet, wie Karpowo flussaufwärts an der Kuta.
1958 wurde die wegen der bevorstehenden Flutung des Bratsker Stausees auf weiten Strecken neu trassierte Eisenbahnstrecke bis Ust-Kut wiedereröffnet, und 1974 begann ab hier unter großem propagandistischem Aufwand die Errichtung der eigentlichen Baikal-Amur-Magistrale in Richtung des Baikalsee-Nordufers, Tynda und Komsomolsk am Amur.

### Bevölkerungsentwicklung
| Jahr | Einwohner | Bemerkungen                          |
| ---- | --------- | ------------------------------------ |
| 1939 | 7.283     | davon Ust-Kut 3.962, Ossetrowo 3.321 |
| 1959 | 21.343    |                                      |
| 1970 | 33.197    |                                      |
| 1979 | 49.647    |                                      |
| 1989 | 61.165    |                                      |
| 2002 | 49.951    |                                      |
| 2010 | 45.375    |                                      |

Anmerkung: Volkszählungsdaten

## Kultur und Sehenswürdigkeiten
In Ust-Kut gibt es ein Heimatmuseum.

## Wirtschaft und Infrastruktur
Ust-Kut ist hauptsächlich als Verkehrsknotenpunkt von Bedeutung. Der Flusshafen der Stadt, Ossetrowo, ist Umschlagpunkt zwischen Straßen- und Eisenbahnverkehr sowie der Flussschifffahrt auf der Lena, die hier eine ihrer wichtigsten Basen hat. In der Navigationsperiode verkehren ab Ust-Kut auch die Passagierschiffe flussabwärts in Richtung Jakutsk oder Tiksi.
Es gibt eine Schiffswerft, ein größeres Tanklager der UstKutNeftegaz, die in der Region Erdöl und Erdgas fördert, sowie Unternehmen der Holzwirtschaft und der Lebensmittelindustrie.
Ust-Kut liegt an der Baikal-Amur-Magistrale und hat mehrere Bahnhöfe, darunter Ust-Kut und den eigentlichen Hauptbahnhof Lena im Ortsteil Ossetrowo in der Nähe des Flusshafens (Streckenkilometer 723 ab Taischet). Unterhalb der Stadt, bei der Siedlung Jakurim, überquert die Bahnstrecke auf einer knapp 500 Meter langen Brücke die Lena. Dies ist, obwohl im oberen Teil des Mittellaufes gelegen, die letzte Brücke über die Lena bis zu ihrer Mündung.
Ust-Kut ist über die Regionalstraße R419 von Tulun über Bratsk an das russische Straßennetz angeschlossen. Nordöstlich der Stadt endet die Straße nach einigen Kilometern entlang der Lena. In östliche Richtung führt eine im weiteren Verlauf unbefestigte Straße entlang der Trasse der Baikal-Amur-Magistrale, nachdem sie in Ust-Kut die Lena überquert hat.
Die Stadt verfügt über einen Flughafen (IATA-Flughafencode UKX), der mehrfach wöchentlich (Stand 2014) durch Angara Airlines und IrAir von Irkutsk angeflogen wird.

## Söhne und Töchter der Stadt
- Jelena Sadoroschnaja (* 1977), Leichtathletin